# Solz (Rippershausen)
Solz ist ein Ortsteil von Rippershausen im Landkreis Schmalkalden-Meiningen in Thüringen.

## Lage
Der Ortsteil Solz befindet sich nordwestlich von Rippershausen in der Vorderen Rhön. Die Kreisstraße 2520 nach Rippershausen erschließt den Ortsteil verkehrsmäßig.

## Geschichte
Von 1159/60 fand die urkundliche Ersterwähnung des Dorfes statt. Solz kam erst im 16. Jahrhundert aus hessisch-thüringischem Besitz allmählich an die Grafschaft Henneberg-Schleusingen. 1521 trat die Landgrafschaft Hessen einen Viertel ihrer Lehnschaft an Henneberg ab (Kasimirischer Vertrag).
Der Ort gehörte bis zur Aufteilung der Grafschaft Henneberg unter den sächsischen Fürstenhäusern im Jahr 1660 gerichtlich zur Zent Wasungen und wurde dann dem Amt Maßfeld angegliedert, wodurch der Ort ab 1680 zum Herzogtum Sachsen-Meiningen kam. Von 1825 bis zu dessen Auflösung im Jahr 1829 gehörte der Ort zum neu gegliederten Amt Meiningen. 1920 kam der Ort zum neu gegründeten Land Thüringen.
2012 wohnten im Ortsteil 200 Personen.

## Kirche
In einer Urkunde des Fuldaer Klosters wird erwähnt, dass diesem Kloster Land auf der Solzer Mark geschenkt wurde. Man nimmt an, dass schon in früher Zeit an der Stelle der heutigen eine Vorgängerkirche gestanden hat. Das Datum der Grundsteinlegung der jetzigen Kirche ist jedoch unbekannt. In ihren ältesten Teilen
ist die Kirche vorreformatorisch, wie jüngst entdeckte Wandmalereien zeigen, die spätestens aus der ersten Hälfte des 16. Jahrhunderts stammen. Die Kirche besaß vor der Reformation drei Altäre, von denen zwei im Jahre 1555 abgebrochen wurden, wie aus alten Kirchenakten hervorgeht. Die Jahreszahl 1583 ist die älteste Jahreszahl, die im Kirchgebäude zu finden ist, sie dokumentiert die Erbauung der Empore. Die Rundbogenpforte an der Südseite stammt aus dem Jahr 1601. Dass in der ersten Hälfte des 17. Jahrhunderts umfangreiche Umbauten an der Kirche vorgenommen wurden, lässt die Neuerrichtung des Kirchturms im Jahre 1630 vermuten. Wahrscheinlich wurde die flache Kassettendecke im 18. Jahrhundert durch ein hölzernes Tonnengewölbe ersetzt, was dem barocken Zeitgeschmack entsprach. Im Jahre 1740 kam der Magister Johann Ludwig Heim nach Solz. Fortan wurde die Geschichte des Dorfes und seiner Kirche von seiner Familie geprägt. Sein Sohn, der berühmte Arzt Ernst Ludwig Heim, ist mit einer Inschrift auf dem Pfarrstuhl der Kirche „verewigt“. Das Heimatmuseum Wasungen, im dortigen Damenstift, beherbergt als Leihgabe zahlreiche Porträts und eine Gipsbüste des Arztes. Das Damenstift selbst wurde von der Stiftsdame Luise Heim gegründet. Sie stiftete der Kirche Ende des 19. Jahrhunderts eine Kühn-Orgel sowie 1890 die noch heute funktionierende Kirchturmuhr. In den Jahren 1901, 1953 und 1971 erhielt der Kirchturm jeweils ein neues Schieferdach. 1935 erneuerte man die Kirche innen und außen. Die Bronzeglocke, die Schlagglocke und der bronzene Kronleuchter mussten leider in den 1940er Jahren in die Rüstungsindustrie abgegeben werden. In den 1970er Jahren wurde die Orgel von der Ost- in die Westempore verlegt. 1988 sperrte die Baupolizei die Kirche vorübergehend, bis die Einsturzgefahr durch eine Notsanierung gebannt werden konnte. Schon vier Jahre später, 1992, wurde die Solzer Kirche unter Denkmalschutz gestellt. 1994 erfolgte die komplette Erneuerung von Dachstuhl und Dach und die Festigung der Statik des Kirchenschiffs. Elektrik und Innenputz erneuerte man 1995. Es folgten die Erneuerung des Fußbodens, die Überholung der Orgel und die Sanierung des Innenraums. 1998 konnte die Kanzel restauriert und 2000 der Turm neu beschiefert werden. Weitere Sanierungsmaßnahmen sind in Planung (Erneuerung der Außentüren und die Restaurierung des Kruzifixes über dem Altar). Die Kirche gehört der Kirchgemeinde Unterkatz an.

## Persönlichkeiten
- Johann Ludwig Heim (1741–1819), Theologe, Mineraloge und Geologe, geboren in Solz
- Ernst Ludwig Heim (1747–1834), Arzt, Ehrenbürger von Berlin, geboren in Solz